# Ruter Wi-Fi

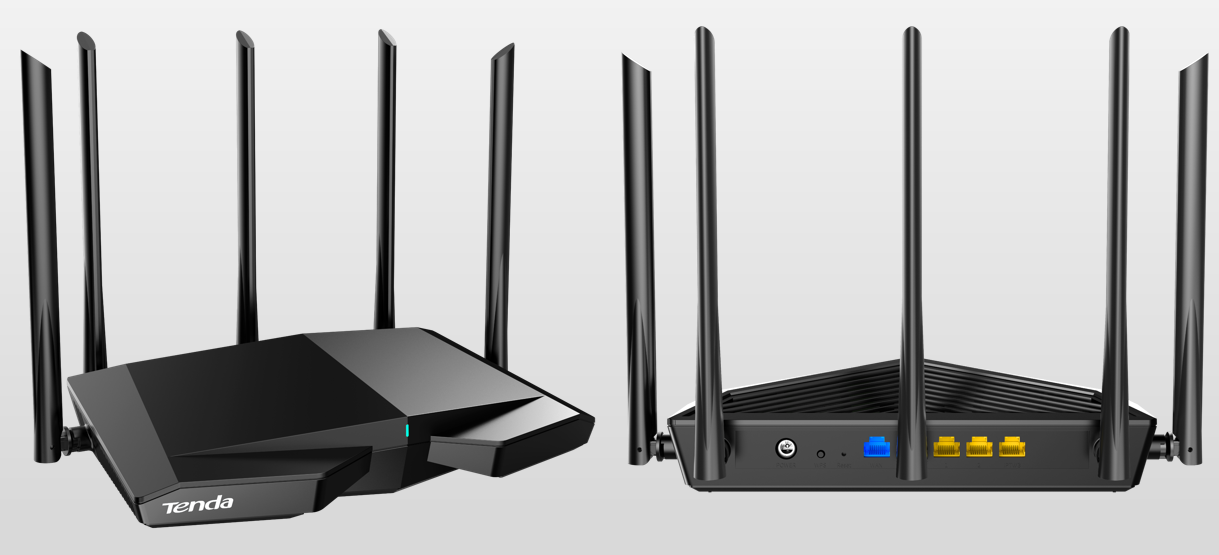
Tenda TX27 Pro e un echipament de rețea multifuncțional cu funcția principală de rutare prin Wi-Fi 6E (802.11ax Extended), cu 3 benzi (2.4, 5 & 6GHz) care au rata ("viteza") la trimitere cumulată pe toate benzile de 5700 Mbps, și prin cabluri Ethernet conectate la porturi RJ45 cu rată gigabit (maxim 1Gbps/port). Cunoscut, prescurtat, și ca ruter Tri-Band Wi-Fi 6E AX5700 Gigabit.

Un ruter Wi-Fi, sau ruter fără fir, ruter wireless, router Wi-Fi, router wireless, ruter wireless, router WiFi, ruter WiFi, este un dispozitiv care îndeplinește funcțiile unui ruter și include, de asemenea, funcțiile unui punct de acces Wi-Fi. Este folosit pentru a oferi acces la Internet sau la o rețea de computere. Numele acestuia vine de la verbul „a ruta”, adică a direcționa traficul pe o rută (cale). Ruterul rutează prin rute. Ruterul Wi-Fi este acel dispozitiv care rutează prin mediu neghidat, prin Wi-Fi, adică prin comunicarea cu dispozitivele conectate prin unde electromagnetice din spectrul luminii invizibile pentru ochiul uman din jurul frecvențelor 2,4 Ghz, 5 GHz și mai nou pe 6 GHz, însă comunicarea se face conform protocolului IEEE 802.11, seturi de reguli în continuă dezvoltare cunoscute ca Wi-Fi 7 (802.11be), Wi-Fi 6 (802.11ax), Wi-Fi 6E (802.11ax extins) , Wi-Fi 5 (802.11ac), Wi-Fi 4 (802.11n), 802.11g etc. Și prin mediu ghidat, adică prin cablu cupru, prin cablu Ethernet conectat la porturi RJ-45 Ethernet sau/și prin fibră optică cu conectorii specifici fibrei optice. Scopul unui ruter este de a interconecta mai multe rețele LAN (rețea internă, rețea locală) la o rețea exterioară mai mare (adesea numită WAN). Un ruter Wi-Fi rutează dinamic dar ne permite și crearea de rute statice.

## Configurare și gestionare

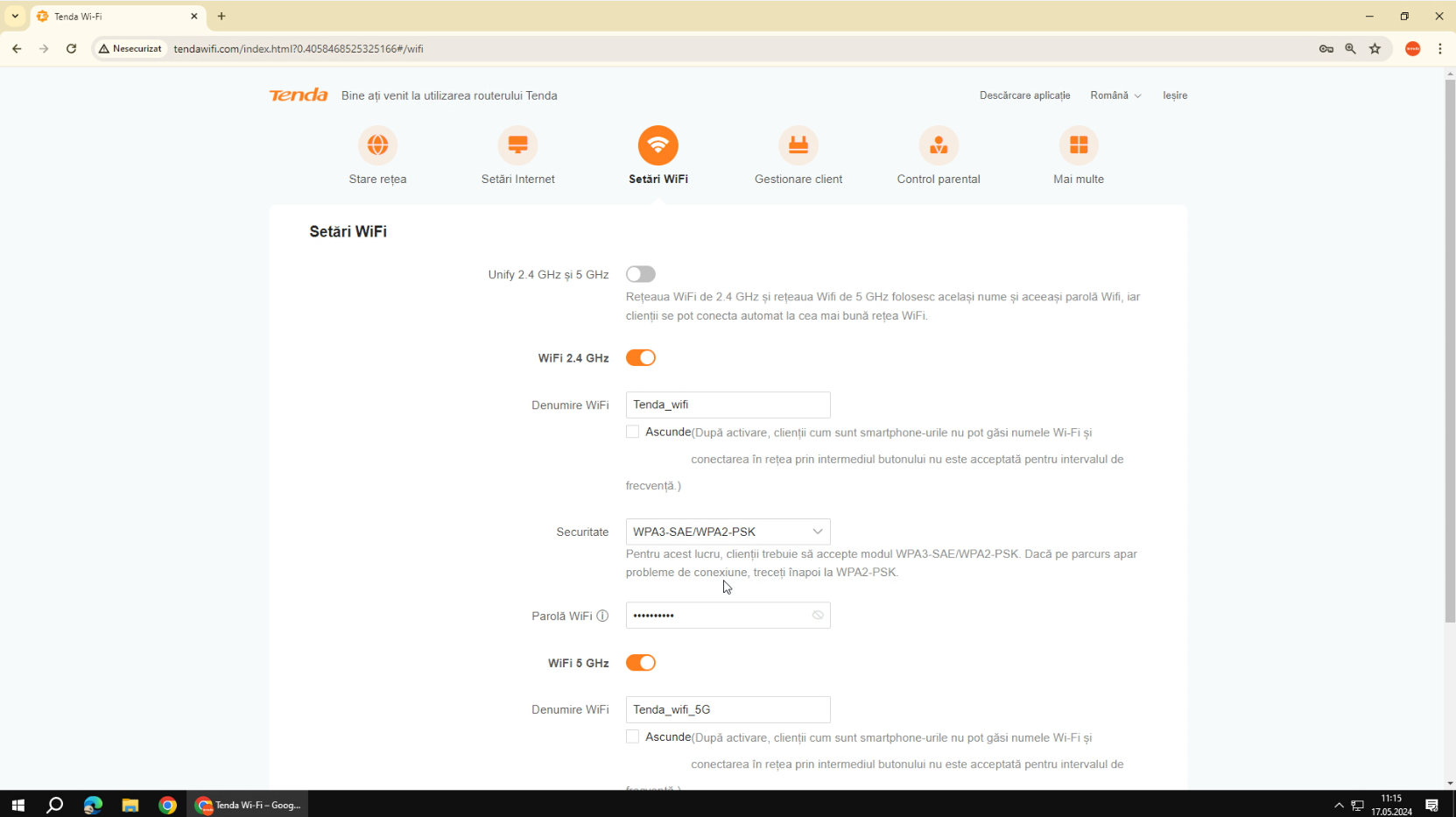
Interfața grafică (GUI) de gestionare a unui ruter. Accesibilă local (din rețeaua internă) dintr-un browser, de obicei accesând, din bara de adrese, adresa internă al acestuia. Ca exemplu, se accesează http://tendawifi.com sau IP-ul implicit http://192.168.0.1 accesibile doar din rețeaua internă.

Un ruter Wi-Fi individual are funcția principală de rutare dar multe modele sunt multifuncționale deoarece pot fi setate să funcționeze ca punct de acces Wi-Fi. Dar și au funcții precum filtrarea traficului, firewall, control parental, server și client VPN, mapare porturi TCP/UDP, DDNS, stocare locală de fișiere etc. Deoarcere un ruter funcționează la nivelul 3 (L3) din Modelul OSI acesta este configurabil de obicei printr-o interfață grafică (GUI) accesibilă dintr-un browser, dar nu numai.

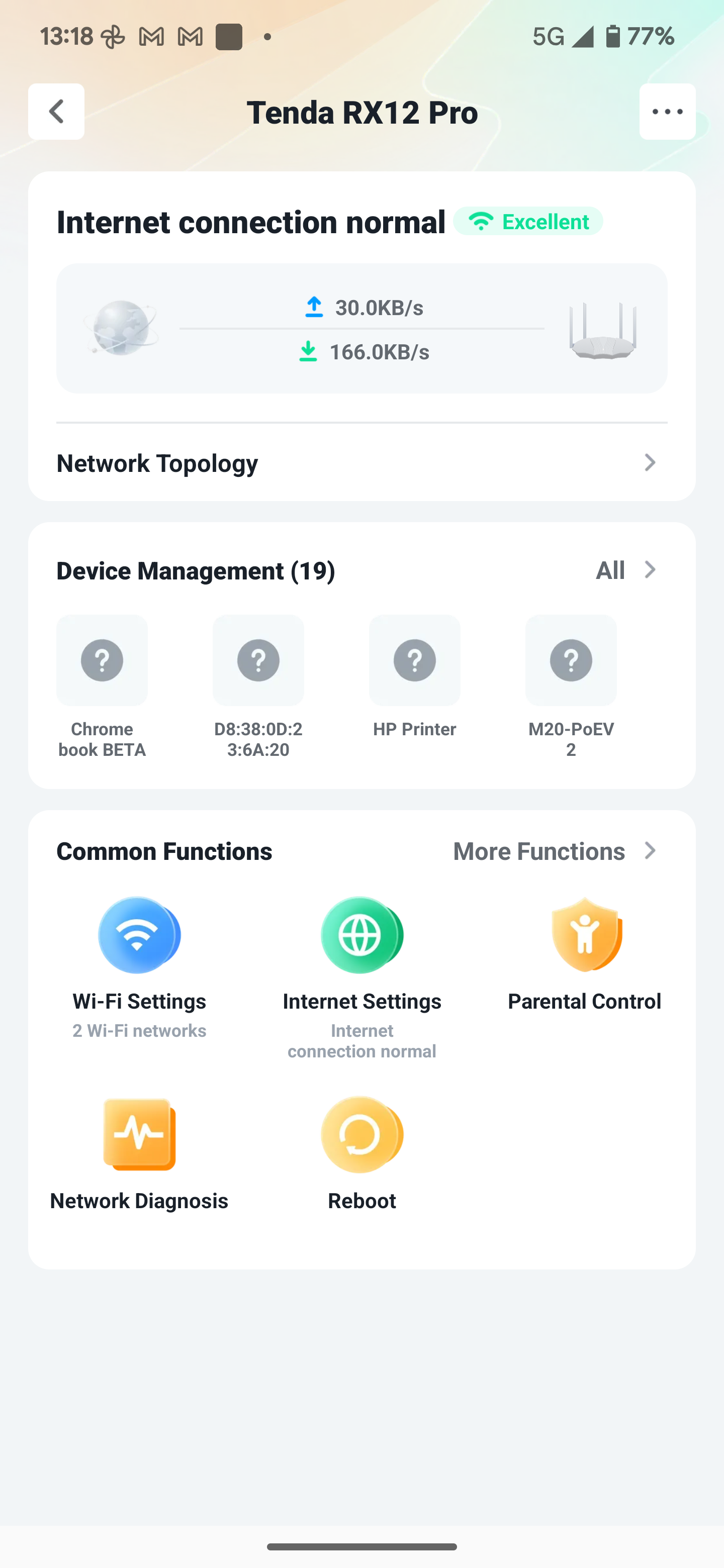
O aplicație de smartphone, Tenda WiFi, pentru gestionarea de la distanță a unui ruter Wi-Fi Tenda.

Un ruter Wi-Fi poate fi gestionat dintr-o pagină locală web, accesand adresa locală a ruterului dintr-un browser, sau/și din aplicație de smartphone și/sau dintr-o platformă web cloud.

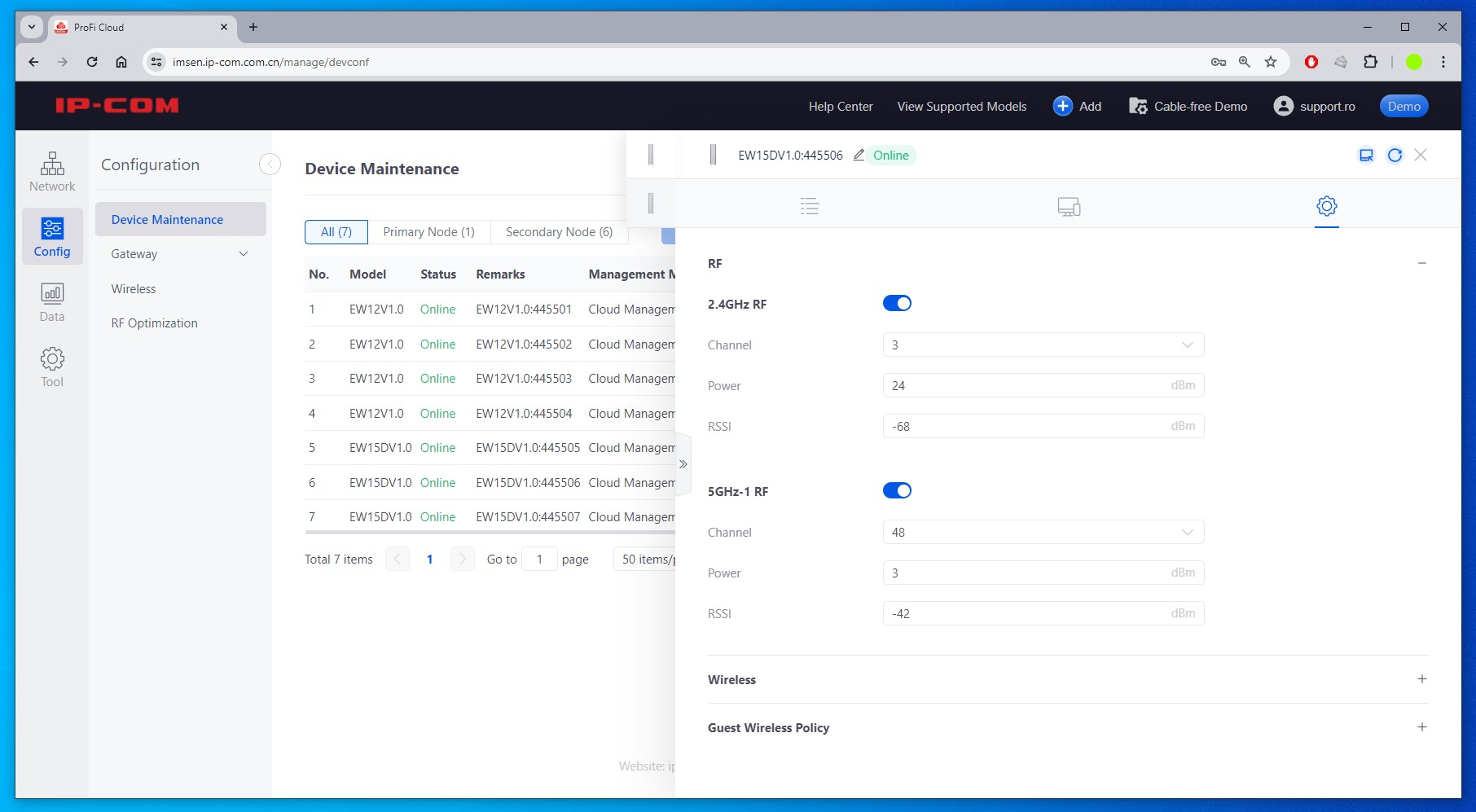
Meniuri și opțiuni a unui ruter Wi-Fi gestionabil unificat dintr-o platformă cloud.

## Benzile și canalele
Fiecare bandă Wi-Fi dintre cele 3 anume 2,4 GHz, 5 GHz și cea de 6 GHz are propriile sale caracteristici și utilizări. Fiecare bandă (2.4, 5 și 6 GHz) are canale de diverse lățimi (20, 40, 80MHz etc) și număr maxim de canale per bandă. Fiecare bandă (2.4, 5 și 6GHz) are avantajele și dezavantajele sale, iar alegerea celei mai potrivite depinde de nevoile specifice ale utilizatorului. De exemplu, dacă este nevoie de o acoperire mai mare, banda de 2,4 GHz ar putea fi mai potrivită. Dacă este nevoie de rate mai mari, atunci banda de 5 GHz sau 6 GHz ar putea fi mai bună.
Banda de 2,4 GHz și canalele: Această bandă este cea mai veche dintre toate, toate ruterele de pe piață o încorporează. Când ne referim la 2,4GHz de fapt ne referim la un interval, de la 2,401 GHz la 2,495 GHz, și este împărțită în 14 canale fiecare cu lățimea de 20 MHz (mai exact 22 MHz), care se suprapun reciproc. Așadar, fiecare canal cu lățime de 20MHz (mai exact 22MHz) reprezintă câte o bucată, cate un interval lat de ~20Mhz din 2,401-2,495 GHz. De exemplu, canalul 1 are un interval de frecvență care începe de la 2,401 MHz și se termină la 2,423 MHz. Dacă scădem aceste valori vedem o diferență de ~22Mhz. Putem spune că canalul 1 acoperă frecvențele din jurul valorii de 2,412 MHz de aproximativ 20 MHz. Și așa mai departe. Ulterior, s-a adăugat canalul 14, care era destul de departe de spectrul de frecvență al Wi-Fi de 2.4 GHz și nu toate dispozitivele erau compatibile cu acest canal care funcționa la 2,484 GHz, ajungând până la 2,495 GHz (uneori la 2,5 GHz) și suprapunându-se doar cu canalul 12 și 13.
Banda de frecvență și lățimea canalului sunt ambele măsurate în Hertz (Hz), dar se referă la concepte diferite.

Pentru banda de 2.4GHz se observă cum canalele de la 1-14 se suprapun. Se afișează pentru canalele cu lățimea exactă de 22MHz (~20MHz).

În Japonia, Wi-Fi folosește 14 canale ale benzii de 2,4 GHz, în Statele Unite 11 iar în Europa 13. În zonele unde acționează mai multe puncte de acces, acestea se pot interfera, deoarece benzile nu sunt complet separate. Doar trei canale (1, 6 și 11 în SUA, mai multe combinații în Europa și Japonia) pot fi complet separate, în condițiile în care toate punctele de acces dintr-o zonă folosesc doar IEEE 802.11g, fără posibilitatea de a recurge la 802.11b în caz de condiții dificile. În Uniunea Europeană, puterea radiată izotrop echivalentă maximă este de 100 mW (20 dBm).  
Intervalele de frecvență pentru fiecare canal cu lățimea de 20MHz în banda de 2.4 GHz:
| Identificator canal pe banda de 2.4GHz | Interval de frecvență pentru canal (GHz) |
| -------------------------------------- | ---------------------------------------- |
| 1                                      | 2,401 - 2,423                            |
| 2                                      | 2,406 - 2,428                            |
| 3                                      | 2,411 - 2,433                            |
| 4                                      | 2,416 - 2,438                            |
| 5                                      | 2,421 - 2,443                            |
| 6                                      | 2,426 - 2,448                            |
| 7                                      | 2,431 - 2,453                            |
| 8                                      | 2,436 - 2,458                            |
| 9                                      | 2,441 - 2,463                            |
| 10                                     | 2,446 - 2,468                            |
| 11                                     | 2,451 - 2,473                            |
| 12                                     | 2,456 - 2,478                            |
| 13                                     | 2,461 - 2,483                            |
| 14                                     | 2,484 - 2,495                            |

Lățimea canalului și banda de frecvență (unda de frecvență) se măsoară în Hz. 1 Gigahertz (GHz) este egal cu 1000 Megahertz (MHz). Deci, în timp ce ambele sunt măsurate în Hz, banda de frecvență se referă la întregul spectru de frecvențe pe care un sistem le poate utiliza, în timp ce lățimea canalului se referă la cât de mult din acea bandă este utilizată de un anumit canal sau de un anumit semnal.
Canalele pot avea lățimi diferite pe banda de 2.4GHz, anume de 20 MHz sau 40 MHz. Însă numărul de canale nu e influențat de lățimea acestora dar canalele se suprapun, acest lucru fiind valabil pentru banda de 2,4GHz.

Banda de 5 GHz: Fiindcă folosește frecvențe mai mari, banda de 5 GHz oferă o transmisie de date mult mai rapidă2. În condiții ideale, banda de 2.4 GHz poate suporta o rată ("viteză") de până la 450 Mbps sau chiar 600 Mbps, în timp ce banda de 5 GHz poate suportă rate gigabit sau chiar multi-gigabit, în funcție de modelul ruterului. Dar Wi-Fi 5 GHz are o rază de acoperire ceva mai redusă. Banda de frecvență de 5 GHz pentru Wi-Fi nu este definită într-un singur interval continuu, ci este împărțită în mai multe sub-benzi sau canale. Frecvențele specifice utilizate în banda de 5 GHz pot varia în funcție de țară și de reglementările locale. În general, banda de 5 GHz cuprinde frecvențe între 5,150 GHz - 5,850 GHz. Aceasta este împărțită în 4 benzi (UNII-1, UNII-2, UNII-2 Extins, UNII-3), fiecare cu propriile canale.
Un tabel cu canalele și intervalele pentru fiecare canal pe banda de frecvență 5 GHz, împreună cu notarea dacă sunt canale DFS (Dynamic Frequency Selection). Interval pentru toată banda 5,18-5,34GHz și 5,5-5,825GHz. Canalele DFS (Dynamic Frequency Selection) sunt cele care pot fi utilizate, dar cu restricții, deoarece pot interfera cu alte servicii radar sau de comunicații. Canalele fără DFS pot fi utilizate fără restricții.
| Identificator canal pentru banda 5GHz | Interval de frecvențe pentru canal (GHz) | DFS |
| ------------------------------------- | ---------------------------------------- | --- |
| 36                                    | 5,180–5,200                              | Da  |
| 40                                    | 5,200–5,220                              | Da  |
| 44                                    | 5,220–5,240                              | Da  |
| 48                                    | 5,240–5,260                              | Da  |
| 52                                    | 5,260–5,280                              | Da  |
| 56                                    | 5,280–5,300                              | Da  |
| 60                                    | 5,300–5,320                              | Da  |
| 64                                    | 5,320–5,340                              | Da  |
| 100                                   | 5,500–5,520                              | Da  |
| 104                                   | 5,520–5,540                              | Da  |
| 108                                   | 5,540–5,560                              | Da  |
| 112                                   | 5,560–5,580                              | Da  |
| 116                                   | 5,580–5,600                              | Da  |
| 120                                   | 5,600–5,620                              | Da  |
| 124                                   | 5,620–5,640                              | Da  |
| 128                                   | 5,640–5,660                              | Da  |
| 132                                   | 5,660–5,680                              | Da  |
| 136                                   | 5,680–5,700                              | Da  |
| 140                                   | 5,700–5,720                              | Da  |
| 144                                   | 5,720–5,745                              | Da  |
| 149                                   | 5,745–5,765                              | Nu  |
| 153                                   | 5,765–5,785                              | Nu  |
| 157                                   | 5,785–5,805                              | Nu  |
| 161                                   | 5,805–5,825                              | Nu  |

Banda de 6 GHz: Wi-Fi 6E s-a născut din nevoia de a conecta un număr mare de dispozitive cu acces la internet la rețeaua WiFi. Noutatea pe care Introducerea standardului Wi-Fi 6E este că adaugă banda de 6 GHz la Wi-Fi 6. Acest nou standard se folosește din rețeaua de 2.4 GHz și 5 GHz în același timp, cu aceasta reușim să profităm de punctele forte ale ambelor, acoperirea rețelei de 2.4 GHz care este mai mare decât cea de 5 GHz și "viteza" rețelei de 5 GHz, care este mult mai mare decât cea a rețelei de 2.4 GHz. Banda de 6 GHz pentru Wi-Fi se referă la banda de frecvență dintre 5,925 GHz - 7,125 GHz. Aceasta are cea mai largă gamă de frecvență, de 1,200 MHz. Această bandă de frecvență este împărțită în mai multe benzi diferite: UNII-5: 5925-6425MHz (500MHz), UNII-6: 6425-6525MHz (100MHz), UNII-7: 6525-6875MHz (350MHz), UNII-8: 6875-7125MHz (250MHz).
Un tabel cu canalele și intervalele pentru fiecare canal pe banda de frecvență 6 GHz, împreună cu notarea dacă sunt canale DFS (Dynamic Frequency Selection). Interval pentru toată banda: 5,925-6,165GHz. Canalele DFS sunt cele care pot fi utilizate, dar cu restricții, deoarece pot interfera cu alte servicii radar sau de comunicații. Canalele fără DFS pot fi utilizate fără restricții.
| Identificator canal pe 6GHz | Interval de frecvență canal (GHz) | Canale DFS |
| --------------------------- | --------------------------------- | ---------- |
| 1                           | 5.925 - 5.945 GHz                 | Da         |
| 2                           | 5.945 - 5.965 GHz                 | Da         |
| 3                           | 5.965 - 5.985 GHz                 | Da         |
| 4                           | 5.985 - 6.005 GHz                 | Da         |
| 5                           | 6.005 - 6.025 GHz                 | Da         |
| 6                           | 6.025 - 6.045 GHz                 | Nu         |
| 7                           | 6.045 - 6.065 GHz                 | Nu         |
| 8                           | 6.065 - 6.085 GHz                 | Nu         |
| 9                           | 6.085 - 6.105 GHz                 | Nu         |
| 10                          | 6.105 - 6.125 GHz                 | Nu         |
| 11                          | 6.125 - 6.145 GHz                 | Nu         |
| 12                          | 6.145 - 6.165 GHz                 | Nu         |

## Caracteristicile cheie ale versiunilor Wi-Fi
În tabelul de mai jos se prezintă diverse caracteristici ale Wi-Fi:
| Versiune Wi-Fi | Numele tehnic | Anul lansării | Frecvențe             | Lățimea canalelor benzii de 2.4GHz       | Lățimea canalelor benzii de 5GHz         | Lățimea canalelor benzii de 6GHz         | Rata maximă teoretică | Caracteristici cheie |
| -------------- | ------------- | ------------- | --------------------- | ---------------------------------------- | ---------------------------------------- | ---------------------------------------- | --------------------- | --- |
| Wi-Fi 7        | IEEE 802.11be | 2024          | 2.4 GHz, 5 GHz, 6 GHz | 20 MHz, 40 MHz, 80 MHz, 160 MHz, 320 MHz | 20 MHz, 40 MHz, 80 MHz, 160 MHz, 320 MHz | 20 MHz, 40 MHz, 80 MHz, 160 MHz, 320 MHz | Până la 46 Gbps       | Suportă toate cele trei benzi (2,4 GHz, 5 GHz și 6 GHz), utilizează o lățime de bandă de 320 MHz, o modulație de 4096-QAM și o tehnologie Multi-RU și Multi-Link.                                           |
| Wi-Fi 6E       | IEEE 802.11ax | 2020          | 2.4 GHz, 5 GHz, 6 GHz | 20 MHz, 40 MHz, 80 MHz, 160 MHz          | 20 MHz, 40 MHz, 80 MHz, 160 MHz          | 20 MHz, 40 MHz, 80 MHz, 160 MHz          | Până la 9.6 Gbps      | Extinde Wi-Fi 6 prin adăugarea unei benzi de 6 GHz, oferind o lățime de bandă suplimentară de 1200 MHz peste cei 500 MHz oferiți de 5 GHz. Suportă până la 14 canale de 80 MHz sau șapte canale de 160 MHz. |
| Wi-Fi 6        | IEEE 802.11ax | 2019          | 2.4 GHz, 5 GHz        | 20 MHz, 40 MHz, 80 MHz, 160 MHz          | 20 MHz, 40 MHz, 80 MHz, 160 MHz          | -                                        | Până la 9.6 Gbps      | Suportă toate caracteristicile Wi-Fi 5, adaugă îmbunătățiri pentru performanță în locuri aglomerate, suportă 1024-QAM, MIMO și MU-MIMO pentru viteze mai rapide.                                            |
| Wi-Fi 5        | IEEE 802.11ac | 2014          | 5 GHz                 | -                                        | 20 MHz, 40 MHz, 80 MHz, 160 MHz          | -                                        | Până la 3.5 Gbps      | Introduce suport pentru date care depășesc un gigabit, suport pentru beamforming, MU-MIMO, lățime de canal de 160 MHz și patru fluxuri spațiale.                                                            |
| Wi-Fi 4        | IEEE 802.11n  | 2009          | 2.4 GHz, 5 GHz        | 20 MHz, 40 MHz                           | 20 MHz, 40 MHz                           | -                                        | Până la 600 Mbps      | Primul standard care permite folosirea a două benzi de frecvențe radio: 2,4 GHz și 5 GHz, introduce MIMO (multiple-input-multiple-output).                                                                  |
| Wi-Fi 3        | IEEE 802.11g  | 2003          | 2.4 GHz               | 20 MHz                                   | -                                        | -                                        | Până la 54 Mbps       | A fost adoptat pe scară largă, în timp ce Wi-Fi 2 a avut o prezență limitată în setările de afaceri. |
| Wi-Fi 2        | IEEE 802.11a  | 1999          | 5 GHz                 | -                                        | 20 MHz                                   | -                                        | Până la 54 Mbps       | A fost lansat în același timp cu Wi-Fi 3, dar a avut o prezență limitată în setările de afaceri. |
| Wi-Fi 1        | IEEE 802.11b  | 1999          | 2.4 GHz               | 22 MHz                                   | -                                        | -                                        | Până la 11 Mbps       | A fost adoptat pe scară largă, în timp ce Wi-Fi 2 a avut o prezență limitată în setările de afaceri. |

Notă: Ratele maxime teoretice sunt valori ideale și pot varia în funcție de condițiile de rețea, distanță și tipul de hardware folosit.

## Înțelegerea comunicării prin radiații Wi-Fi

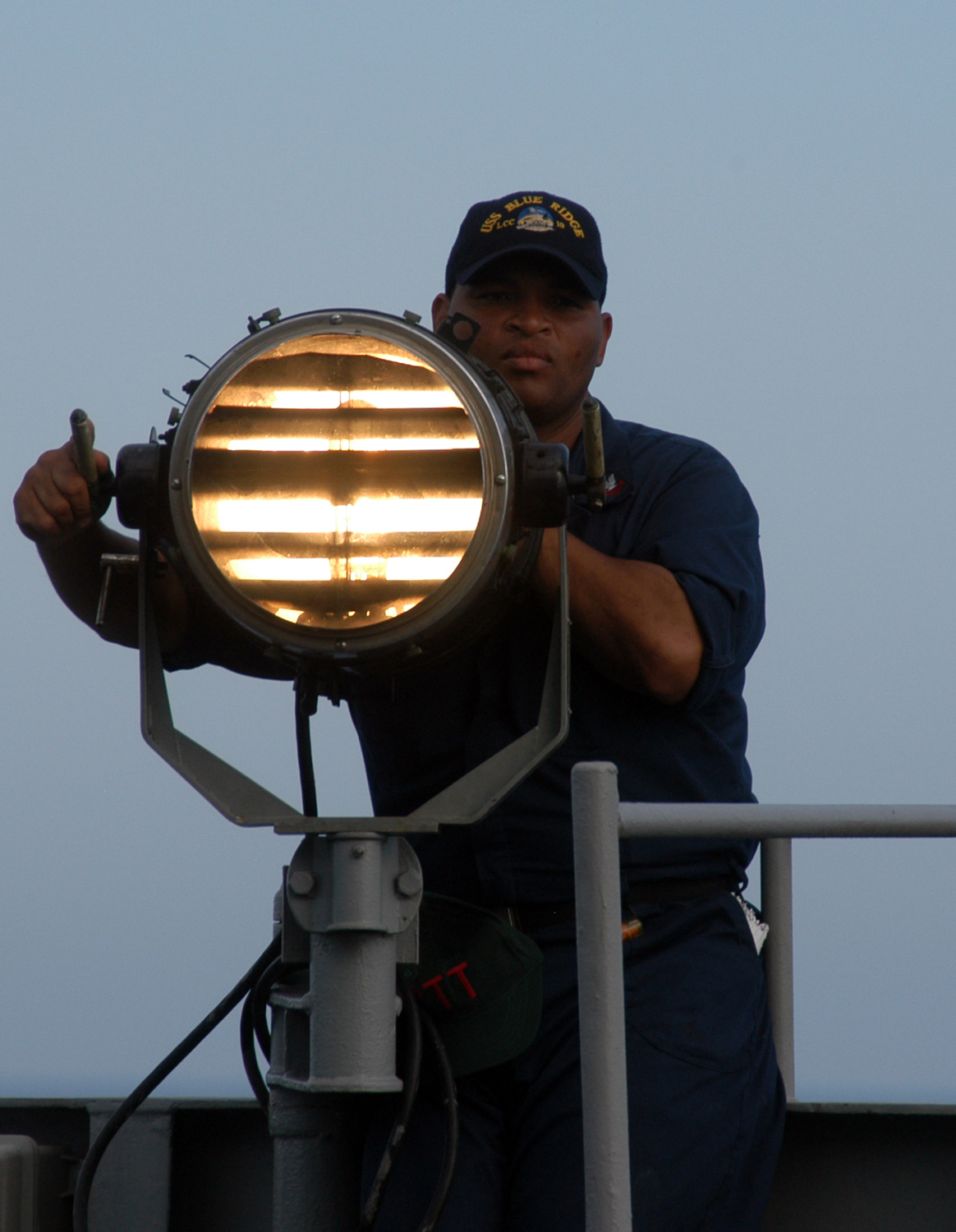
Trimiterea de mesaje Morse folosind o lanternă de mare putere.

Comunicarea prin Wi-Fi se realizează prin emiterea și recepționarea de unde electromagnetice. Aceste unde sunt emise de un ruter Wi-Fi și sunt recepționate de dispozitivele care sunt conectate la rețea. Când un dispozitiv dorește să transmită date prin Wi-Fi, acesta transformă datele, care sunt sub formă de impulsuri electrice binare, într-un semnal radio (unde electromagnetice, radiații electromagnetice din spectrul Wi-Fi, care face parte din spectrul radio) și îl trimite prin antena sa. Ruterul Wi-Fi recepționează acest semnal, îl decodează, și înapoi în date sub formă de impulsuri electrice, îl trimite la un procesor pentru procesare și analiză, și apoi îl transmite în rețea prin cablu sub formă de impulsuri electrice sau prin impulsuri electromagnetice din spectrul Wi-Fi, care în fapt pot fi descrise ca lumină invizibilă pentru ochiul uman, pentru o mai bună înțelegere. Procesul este invers atunci când ruterul Wi-Fi trimite date către un dispozitiv. Ruterul transformă datele într-un semnal radio, îl trimite prin antena sa, iar dispozitivul îl recepționează, îl decodează înapoi și îl utilizează.

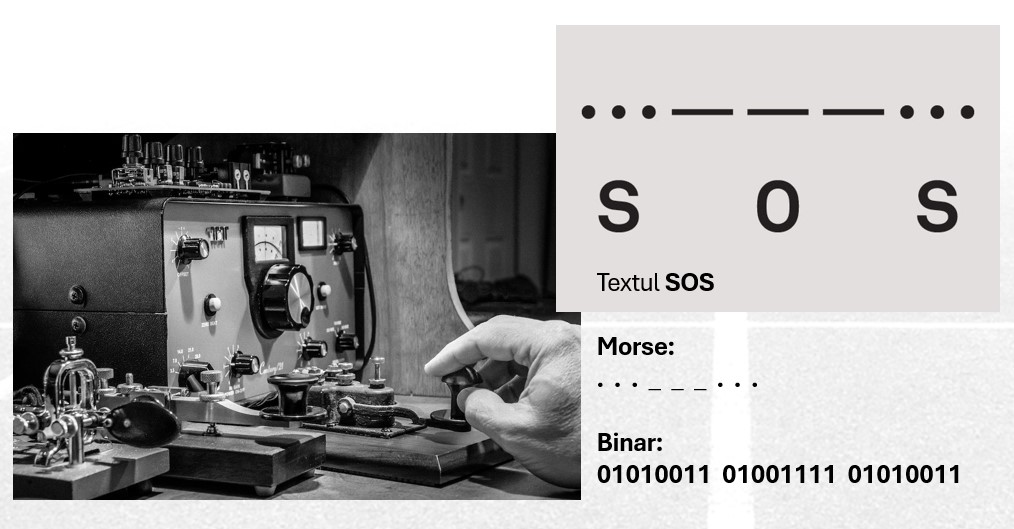
Textul SOS în sistemul Morse și în sistem binar. În esență principiul, nu metoda, de comunicare este același.

Undele electromagnetice cunoscute ca Wi-Fi au spectrul 2,401-2,495 GHz, 5,150-5,850 GHz 5,925-7,125 GHz. Aceste unde luminoase sunt invizibile pentru ochiul uman și sunt neionizate în contrast, ca exemplu, cu culoarea ultraviolet (750000 GHz - 30000000 GHz) care este ionizantă. Reținem faptul că o culoare se poate măsura și în Hz. O antenă de pe ruterul Wi-Fi o putem asemăna cu funcționarea unei lanterne, pentru o mai bună înțelegere. Folosește impulsuri de lumină invizibilă intermitente (pentru o mai bună înțelegere), în sistem binar, pentru comunicare. Informația în sistemele informatice se transmite în sistemul binar (1/0, pornit/oprit). Dacă am putea vedea aceste impulsuri Wi-Fi atunci ar fi de o culoare de un roșu extrem de întunecat, spre negru. Pentru o mai bună înțelegere cum se trimite informația de la o antenă a ruterului la antena încorporată a telefonului, se poate face o paralelă cu transmiterea mesajelor folosind codul Morse. În codul Morse avem . punct (lumină aprinsă scurt) și – linie (lumină aprinsă câteva secunde) separate de o pauză în transmitere, cu care în diverse combinații, se poate transmite o literă, de exemplu S este format din 3 puncte (3 pâlpâiri rapide). Putem trimite mesaje folosind codul Morse, utilizând lanterne (prin lumină intermitentă). Operatorul blocând sau nu lumina becului sau apăsând un comutator care oprește/pornește lumina becului. De exemplu textul SOS în Morse este .  . .  _  _ _  .  .  . iar în binar este 01010011  01001111  01010011. Apoi, după primire cealaltă persoană răspunde, sau poate răspunde în același timp, sau pot fi mai multe persoane care răspund în același timp. Bineînțeles și celălalt, ceilalți, având o lanternă. În esență principiul de transmitere a informației este același.

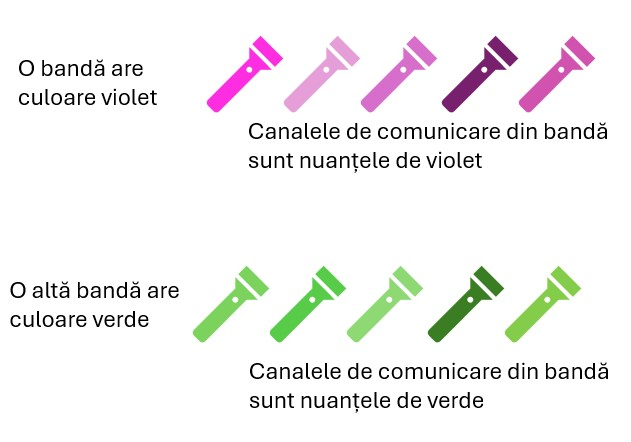
Similitudine, analogie, metaforizare: Nuanța culorii reprezintă frecvența specifică a canalului pe care dispozitivele Wi-Fi îl folosesc pentru a comunica iar culoarea reprezintă întreaga bandă de frecvență.

Când vine vorba de înțelegerea comunicării utilizând canalele dintr-o bandă, putem face o astfel de paralelă, pentru o mai bună înțelegere: Putem compara o antenă cu o lanternă. Acum, ne putem imagina că pentru fiecare canal există o lanternă diferită care are o nuanță diferită a culorii, becului lanternei. Astfel, dispozitivele care comunică pe același canal se pot identifica după nuanța culorii și nu vor încurca semnalele trimise de la o lanternă cu o nuanță diferită (canal diferit). În acest context, nuanța culorii reprezintă frecvența specifică a canalului pe care dispozitivele Wi-Fi îl folosesc pentru a comunica iar culoarea reprezintă întreaga bandă de frecvență.

## Efectele Wi-Fi asupra animalelor
De multe ori se folosește termenul de radiație Wi-Fi pentru cele 3 benzi (2.4GHz, 5GHz și 6 GHz) care sunt parte a spectrului undelor electromagnetice denumite radio (0,000003Ghz-3000Ghz), undele radio fiind un spectru mult mai larg. Cuvântul “radio” provine din limba latină, unde “radius” înseamnă “rază” sau “linie dreaptă”. Dar Wi-Fi pot fi încadrate și parte a undelor microwave sau microunde (0,3GHz-300 GHz) și acestea parte a spectrului radio. Așadar putem spune că un ruter Wi-Fi emite radio dar și microunde. Aceste unde au capacitatea de a trece prin ziduri groase, însă nemetalice; ne putem imagina așa cum lumina vizibilă trece printr-un perete de hârtie. Și au aceleași proprietăți ca lumina, de reflexie, refracție etc. Termenul de radiație Wi-Fi se folosește deoarece antenele de la un ruter Wi-Fi emit unde electromagnetice din spectrul invizibil ca un bec, emit în toate direcțiile, radiază de jur împrejur. Un ruter Wi-Fi funcționează prin emiterea de unde radio în toate direcțiile. Aceasta este similară cu modul în care un bec emite lumină în toate direcțiile. Acesta este motivul pentru care putem primi semnal Wi-Fi în diferite părți ale unei clădiri atunci când ruterul este amplasat într-un loc central. Cu toate acestea, este important de menționat că “radiația” în acest context nu este dăunătoare. Radiația Wi-Fi este o formă de radiație non-ionizantă, ceea ce înseamnă că nu are suficientă energie pentru a ioniza atomii sau moleculele și, prin urmare, nu este dăunătoare pentru animale inclusiv pentru animalele umane și nu produce boli precum cancerul.

Undele Wi-Fi în spectrul electromagnetic.

Termenii "radiație electromagnetică" și "unde electromagnetice" sunt adesea folosiți interschimbabil, dar pot fi priviți din perspective ușor diferite:
- Radiația electromagnetică se referă la undele (sau cuanta lor, fotoni) ale câmpului electromagnetic care se propagă prin spațiu-timp, purtând energia radiantă electromagnetică¹. Acest termen este folosit în general pentru a descrie fenomenul în ansamblu, incluzând toate formele de energie care se propagă prin spațiu sub formă de unde.

- Undele electromagnetice sunt oscilații sincrone ale câmpurilor electrice și magnetice care se propagă la viteza luminii printr-un mediu sau vid¹. Acest termen este mai specific și se concentrează pe natura undulatorie a radiației electromagnetice.

În esență, radiația electromagnetică este energia care se propagă sub formă de unde electromagnetice, deci cele două concepte sunt strâns legate și pot fi considerate sinonime în multe contexte. Totuși, în contexte științifice sau tehnice, distincția poate fi importantă pentru a sublinia anumite proprietăți sau comportamente ale radiației.
Wi-Fi pot încălzi țesutul și să îl ardă, dar numai la niveluri de putere extrem de ridicate, mult mai mari decât cele emise de un ruter Wi-Fi obișnuit. În practică, nivelurile de radiație emise de un ruter Wi-Fi sunt mult prea mici pentru a provoca încălzirea țesutului. Un cuptor cu microunde emite unde electromagnetice în intervalul de 2,45GHz și e un exemplu de ce se întâmplă dacă ruterul ar emite cu astfel de putere de 650-1000W, antenele Wi-Fi au o putere de aproximativ 1W. În fapt, acest lucru e valabil pentru oricare frecvență din întreg spectrul electromagnetic dacă există suficient timp și intensitate. Din cauza suprapunerii frecvențelor (în jurul 2,45GHz la cuptoare și 2,4GHz la ruter) e indicat să nu puneți ruterul Wi-Fi cu bandă de 2,4GHz lângă cuptorul cu microunde.
Organizația Mondială a Sănătății (OMS) spune că „nu sunt prezentate efecte asupra sănătății de la expunerea la câmpurile RF (frecvențe din spectrul radio) de la stațiile de bază și rețelele fără fir”, dar se promovează cercetarea efectelor din alte surse RF (alte frecvențe din spectrul radio, în afară de cele Wi-Fi).
Agenția pentru Protecția Sănătății din Regatul Unit a raportat în 2007 că expunerea la Wi-Fi timp de un an are ca rezultat „aceeași cantitate de radiații de la un apel telefonic de 20 de minute”
O revizuire a studiilor care au implicat 725 de persoane care au susținut hipersensibilitate electromagnetică, sugerează că „hipersensibilitatea electromagnetică” nu are legătură cu prezența unui EMF (câmp electromagnetic), deși sunt necesare mai multe cercetări asupra acestui fenomen.”

## Resurse
1. 1 2  Nașul. „Ce este un router Wireless sau Wi-Fi”. Nașul. Arhivat din original la 3 iunie 2024. Accesat în 3 iunie 2024.
2. ↑  Tenda Romania. „Tenda Romania”. Tenda Romania.
3. ↑  Ramon Nastase. „Ce este un Router si cum functioneaza?”. Ramon Nastase.
4. 1 2  Matt Mills. „Ce benzi de frecvență WiFi există: 2.4 GHz, 5 GHz și 6 GHz Explicație”. ITGIC.
5. ↑  TP-Link Romania. „Care este diferența dintre banda de 2.4 GHz și cea de 5GHz?”. TP-Link Romania.
6. ↑  Tenda Romania SRL. „Tenda Romania | Intrebari frecvente”. Tenda Romania.
7. ↑  Tenda România SRL. „Tenda Romania | Întrebări frecvente”. Tenda România.
8. ↑  Wi-Fi Organisation. „Wi-Fi Organisation”. Wi-Fi Organisation.
9. ↑  Ciprian Adrian Rusen. „Ce sunt 802.11ax, 802.11ac, 802.11n (Wi-Fi 6, Wi-Fi 5, Wi-Fi 4)?”. Digital Citizen.
10. 1 2 3  Tenda România SRL. „Tenda Romania | Întrebări frecvente”. Tenda România.
11. ↑  Chuck Lukaszewski. „Wi-Fi 6E: The details you need to know”. Wi-Fi Organisation.
12. ↑  Codrut Neagu. „Cum te conectezi la rețele WiFi în Windows 10”. Digital Citizen.
13. ↑  IP-COM România. „Cum se face comunicare prin unde electromagnetice”. IP-COM România.
14. ↑  CladireInfo. „Antenele radio: Ce se întâmplă și cum se conectează?”. CladireInfo.
15. ↑  Maddie Stone. „Principalele surse de radiație din preajma ta. Este ruterul Wi-fi periculos pentru sănătate?”. SCENTIA.
16. 1 2  International Agency for Research on Cancer. „Ce sunt „radiațiile"? Ce tipuri de radiații există?”. International Agency for Research on Cancer.
17. ↑  Dumitru Elena-Daniela. „Clasificarea undelor (radiațiilor) electromagnetice. Aplicații”. Fizichim.
18. ↑  „Electromagnetic fields and public health - Base stations and wireless technologies”. World Health Organization. 2006. Arhivat din original la 22 mai 2016. Accesat în 28 mai 2016.
19. ↑  „IARC Classifies Radiofrequency Electromagnetic Fields as Possibly Carcinogenic to Humans” (PDF). International Agency for Research on Cancer. 31 mai 2011. Arhivat din original (PDF) la 4 aprilie 2012. Accesat în 28 mai 2016.
20. ↑  „Q&A: Wi-fi health concerns”. 21 mai 2007. Accesat în 28 mai 2016.
21. ↑  Rubin, G.; Das Munshi, Jayati; Wessely, Simon (1 martie 2005). „Electromagnetic Hypersensitivity: A Systematic Review of Provocation Studies”. Psychosomatic Medicine. 67 (2): 224–32. CiteSeerX 10.1.1.543.1328 . doi:10.1097/01.psy.0000155664.13300.64. PMID 15784787.